# أولاد إسماعيل (أولاد حسين)
أولاد إسماعيل هي إحدى مشيخات المملكة المغربية، تتبع جغرافيا وإداريا لإقليم الجديدة و لجماعة أولاد حسين. يقدر عدد سكانها بـ 12409 نسمة حسب الإحصاء الرسمي للسكان والسكنى لسنة 2004.